# Ermanno Cristin
Ermanno Cristin (San Giorgio di Nogaro, 22 giugno 1945 – Palmanova, 21 novembre 2019) è stato un calciatore italiano, di ruolo attaccante.

## Carriera
Giocò con la Sampdoria dal 1965 al 1972, dove totalizzò 32 reti in serie A (di cui 9 nella sola stagione 1970-1971, che gli valsero il sesto posto nella classifica dei cannonieri di quella stagione), 3 in serie B e 2 in Coppa Italia.
Nel 1972 giocò in Serie B nelle file del Mantova (30 presenze e 4 reti) prima di tornare alla Sampdoria dove disputò il suo ultimo anno con la maglia blucerchiata (12 partite, una rete).
Concluse la carriera con l'Entella in Serie D giocandovi dal 1976 al 1979.
In carriera ha totalizzato complessivamente 156 presenze e 32 reti in Serie A e 86 presenze e 19 reti in Serie B.

## Palmarès

### Club

#### Competizioni nazionali
- Serie B: 1

Sampdoria: 1966-1967